# Koperta gemina
Koperta gemina är en insektsart som först beskrevs av Jacobi 1941.  Koperta gemina ingår i släktet Koperta och familjen dvärgstritar. Inga underarter finns listade i Catalogue of Life.